# Бойер, Элизабет
Элизабет М. Бойер (англ. Elizabeth M. Boyer, 12 ноября 1913, Лайма, Огайо — 2 декабря 2002, Russell Township, Огайо) — американская юристка, феминистка и писательница.
В 1937 году она получила степень бакалавра наук в области образования в Университете Боулинг-Грин. В 1947 году она получила юридическое образование в юридическом колледже Кливлендского университета. В 1950 году она получила степень магистра права в юридической школе Университета Кейс-Вестерн-Резерв. Она была штатным профессором коммерческого права в Общественном колледже Кайахога. 
В 1968 году она основала Лигу действий за равенство женщин (WEAL) как умеренное феминистское движение для женщин-профессионалов. Она выразила несогласие с позицией Национальной организации женщин, выступающей за право выбора (прочойс).
Бойер также исследовала и написала ряд книг о женщинах из исторических эпох, в том числе о дворянке XVI века Маргерит де Ля Рок, которая была высажена на остров в заливе Святого Лаврентия в наказание за любовную связь.
Бойер возглавляла собственное издательство Veritie Press и была автором трёх книг. Бойер была членом организации «Дельта Гамма».